# Charantonnay
Charantonnay est une commune française située dans le département de l'Isère en région Auvergne-Rhône-Alpes.
Ses habitants sont les Charantonnois.

## Géographie

### Localisation
Charantonnay est située en milieu rural, au carrefour des routes de Vienne, située à 20 km, Bourgoin à 20 km et Lyon à 35 km.
Le village est traversé par la RD 53 donnant sur la RD 518 en sortie de village, ces deux axes permettent de relier rapidement l'Isle-d'Abeau et les agglomérations proches ; l'aéroport de Lyon-Saint-Exupéry se situe à une vingtaine de kilomètres.

### Communes limitrophes
| Saint-Georges-d'Espéranche | Saint-Georges-d'Espéranche | Roche                 |
| Beauvoir-de-Marc           | Charantonnay               | Artas                 |
| Beauvoir-de-Marc           | Royas                      | Saint-Jean-de-Bournay |

### Climat
Pour des articles plus généraux, voir Climat d'Auvergne-Rhône-Alpes et Climat de l'Isère.
En 2010, le climat de la commune est de type climat des marges montargnardes, selon une étude du Centre national de la recherche scientifique s'appuyant sur une série de données couvrant la période 1971-2000. En 2020, Météo-France publie une typologie des climats de la France métropolitaine dans laquelle la commune est exposée à un climat de montagne ou de marges de montagne et est dans la région climatique  Moyenne vallée du Rhône, caractérisée par un bon ensoleillement en été (fraction d’insolation > 60 %), une forte amplitude thermique annuelle (4 à 20 °C), un air sec en toutes saisons, orageux en été, des vents forts (mistral), une pluviométrie élevée en automne (250 à 300 mm). 
Pour la période 1971-2000, la température annuelle moyenne est de 11,1 °C, avec une amplitude thermique annuelle de 17,6 °C. Le cumul annuel moyen de précipitations est de 982 mm, avec 9,2 jours de précipitations en janvier et 6,1 jours en juillet. Pour la période 1991-2020, la température moyenne annuelle observée sur la station météorologique de Météo-France la plus proche, « Luzinay », sur la commune de Luzinay à 13 km à vol d'oiseau, est de 12,7 °C et le cumul annuel moyen de précipitations est de 928,1 mm,. Pour l'avenir, les paramètres climatiques de la commune estimés pour 2050 selon différents scénarios d'émission de gaz à effet de serre sont consultables sur un site dédié publié par Météo-France en novembre 2022.

### Hydrographie
Charantonnay est traversée par les ruisseaux de Charavoux et des Combes.

### Voies de communication
Le territoire communal est situé hors des grands axes de circulation nationaux et régionaux.

## Urbanisme

### Typologie
Au 1er janvier 2024, Charantonnay est catégorisée commune rurale à habitat dispersé, selon la nouvelle grille communale de densité à sept niveaux définie par l'Insee en 2022.
Elle est située hors unité urbaine. Par ailleurs la commune fait partie de l'aire d'attraction de Lyon, dont elle est une commune de la couronne,. Cette aire, qui regroupe 397 communes, est catégorisée dans les aires de 700 000 habitants ou plus (hors Paris),.

### Occupation des sols
L'occupation des sols de la commune, telle qu'elle ressort de la base de données européenne d’occupation biophysique des sols Corine Land Cover (CLC), est marquée par l'importance des territoires agricoles (57,3 % en 2018), en augmentation par rapport à 1990 (56,1 %). La répartition détaillée en 2018 est la suivante : 
forêts (27,7 %), terres arables (26,3 %), zones agricoles hétérogènes (20,5 %), zones urbanisées (12,8 %), prairies (10,4 %), zones humides intérieures (2,2 %). L'évolution de l’occupation des sols de la commune et de ses infrastructures peut être observée sur les différentes représentations cartographiques du territoire : la carte de Cassini (XVIIIe siècle), la carte d'état-major (1820-1866) et les cartes ou photos aériennes de l'IGN pour la période actuelle (1950 à aujourd'hui).

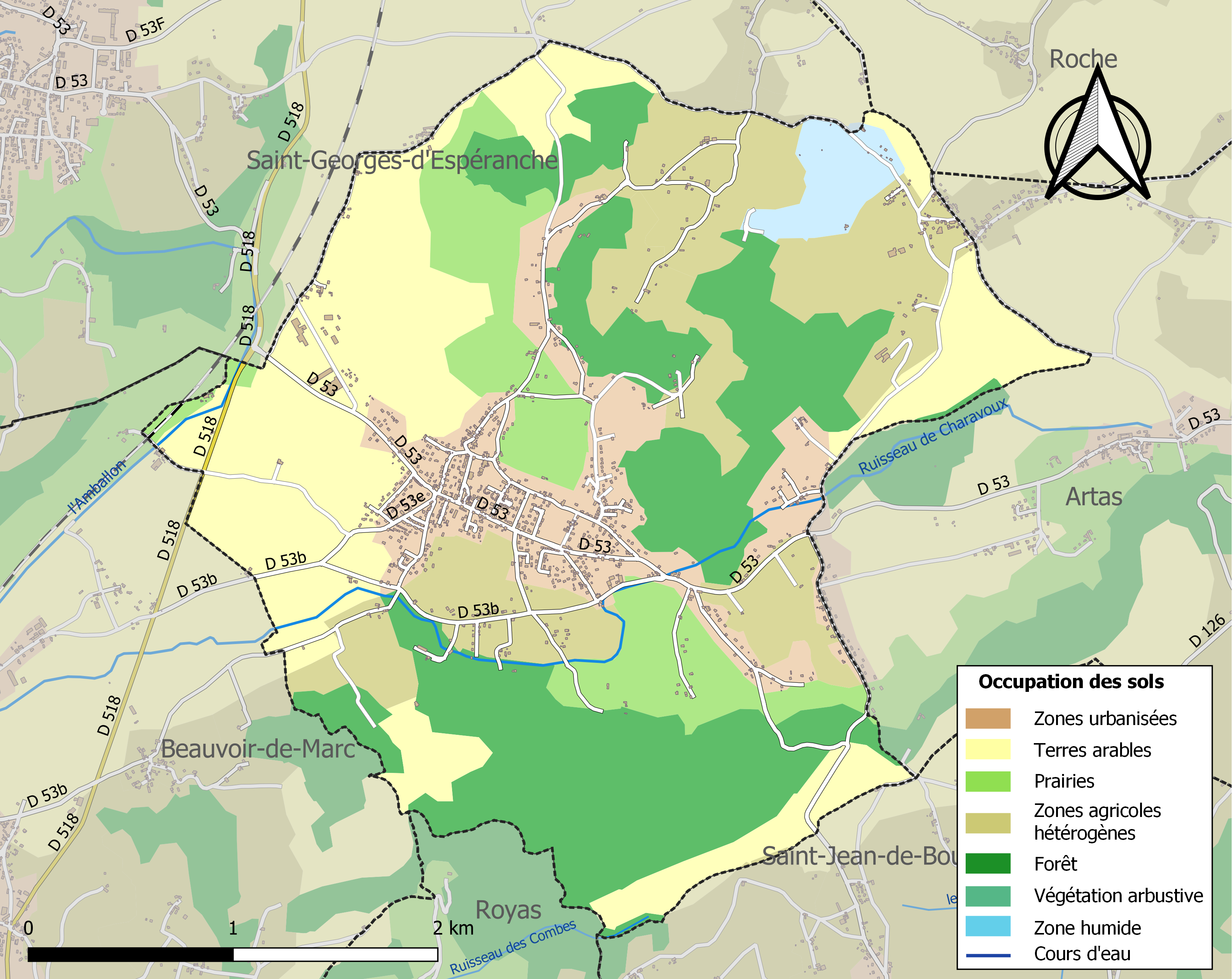
Carte des infrastructures et de l'occupation des sols de la commune en 2018 (CLC).

### Risques naturels et technologiques

#### Risques sismiques
L'ensemble du territoire de la commune de Charantonnay est situé en zone de sismicité n°3 (sur une échelle de 1 à 5), comme la plupart des communes de son secteur géographique.
| Type de zone | Niveau            | Définitions (bâtiment à risque normal) |
| ------------ | ----------------- | -------------------------------------- |
| Zone 3       | Sismicité modérée | accélération = 1,1 m/s2                |

## Histoire

### Moyen Âge
Il faut attendre le Haut Moyen Âge pour avoir un témoignage sur la présence d’un peuplement sur le sol de Charantonnay. En l’an 857, à l’époque carolingienne, une terre  « Villa Charantunia » était voisine de la terre de Saint Georgii. (le nom de « villa » désignait un grand domaine agricole, héritage de l’époque gallo-romaine). Au Xe siècle, on trouve Charantonacium, Charantunai, Charantongia et enfin Charantonnay. Elle était la propriété des seigneurs de Beauvoir de Marc, de Saint Georges d’Espéranche et de l’église de Vienne.
L’église était alors une simple chapelle vicariale. La vie du village était étroitement liée à l’histoire de la seigneurie de Beauvoir de Marc, qui fut du XIe au XIIIe siècle une des plus puissantes du Viennois. Au XIIe siècle, les moines cisterciens de l’abbaye de Bonnevaux commencèrent à défricher et à mettre en valeur des terres agricoles.

### Temps Modernes
Avant la révolution, Charantonnay formait une même paroisse avec Beauvoir, Moidieu, Estrablin, Royas, Mépin et Savas. Sa population était d’environ 700 âmes. À la suite du remaniement administratif du Dauphiné à la Révolution en 1790, la paroisse de Charantonnay fut supprimée. Une partie est alors attribuée à Beauvoir-de-Marc, et l’autre à Saint-Georges-d’Espéranche. L’église fut également fermée.

### Époque contemporaine
C'est à partir de 1801 que les habitants de Charantonnay voulurent rétablir leur paroisse. Ce qui fut fait en 1840. Peu de temps après, les Charantonnois demandèrent la création de la commune de Charantonnay, invoquant le nombre d'habitants (800) et des problèmes de distance par rapport aux écoles et lieux de culte (la paroisse n'ayant pas de curé). La topographie, les rivières et étangs nombreux et sujets à des crues subites, rendaient les trajets pénibles surtout en hiver.
Malgré l'opposition des communes de Saint-Georges-d'Espéranche et de Beauvoir-de-Marc, « à force de patience, de démarches, de travail, Charantonnay parvint en 1875 à devenir commune » (devoir d'un écolier anonyme en 1884). Bien qu'à seulement quatre kilomètres de Saint-Jean-de-Bournay, Charantonnay fut rattachée au canton d'Heyrieux à 15 kilomètres, le conseiller général d'Heyrieux ne voulant pas perdre des voix républicaines, rares en 1876.
Mais le partage des bois communaux entre la jeune commune de Charantonnay et la commune de Beauvoir-de-Marc ne se fit pas sans heurts. Les bois de Martel (30 hectares) et de Molèze (57 hectares) constituaient un domaine forestier, d'une importance économique capitale, situé à 4 km à vol d'oiseau du clocher de Beauvoir-de-Marc et à 2 km à vol d'oiseau de celui de Charantonnay. Les villageois en tiraient leurs bois de construction et de chauffage, nourrissaient les porcs avec les glands, et les châtaignes constituaient un aliment de base en automne et en hiver.

La mairie et le presbytère en 1912.

Le 1er octobre 1879, le maire de Charantonnay assignait son homologue de Beauvoir-de-Marc en justice, afin de récupérer sa part des bois communaux. C'est à l'issue d'une bataille juridique, âpre et acharnée, qui dura sept longues années que Charantonnay en octobre 1885, récupéra 100 hectares de bois dans la forêt de Molèze. Beauvoir-de-Marc garda tout de même la propriété de certaines parcelles.
Il y a seulement 50 ans, Charantonnay était encore une commune rurale, dont la majeure partie des activités tournait autour de l'agriculture, avec deux moulins en activité et des forêts fournissant le bois de chauffe des particuliers et des bâtiments publics. Le développement de Lyon, Vienne, Bourgoin-Jallieu, ainsi que la création des villes nouvelles Villefontaine, Saint-Quentin-Fallavier et l'Isle-d'Abeau ont créé des pôles d'emplois importants, modifiant l'équilibre socio-professionnel de la région. L'urbanisation quoique régulière restait lente et la population était majoritairement originaire de Charantonnay.
À partir des années 1960, les constructions se font plus nombreuses. Établies en lotissement ou isolées, elles entraînent un « mitage » du territoire. Le besoin en infrastructures, écoles, crèches, stade, transports, assainissement, éclairage public, augmente et utilise également de l'espace.
Dans les années 1990, de plus en plus de citadins s'installent à Charantonnay, village rural proche de grandes agglomérations, avant que le « boom » immobilier de ces dernières années, accentue ce phénomène.

## Politique et administration

### Liste des maires
| Période   | Période  | Identité              | Étiquette | Qualité |
| --------- | -------- | --------------------- | --------- | ------- |
| 1989      | 2001     | Raymond Douheret      | SE        | -       |
| mars 2001 | 2014     | Marie-Jeanne Chesneau | SE        | -       |
| mars 2014 | En cours | Pierre-Louis Orelle   | SE        | Cadre   |

## Population et société

### Démographie
L'évolution du nombre d'habitants est connue à travers les recensements de la population effectués dans la commune depuis 1876. Pour les communes de moins de 10 000 habitants, une enquête de recensement portant sur toute la population est réalisée tous les cinq ans, les populations de référence des années intermédiaires étant quant à elles estimées par interpolation ou extrapolation. Pour la commune, le premier recensement exhaustif entrant dans le cadre du nouveau dispositif a été réalisé en 2004.

En 2022, la commune comptait 1 993 habitants, en évolution de +5,9 % par rapport à 2016 (Isère : +3,07 %, France hors Mayotte : +2,11 %).
| 1876 | 1881 | 1886 | 1891 | 1896 | 1901 | 1906 | 1911 | 1921 |
| ---- | ---- | ---- | ---- | ---- | ---- | ---- | ---- | ---- |
| 806  | 780  | 782  | 734  | 715  | 690  | 683  | 656  | 545  |

| 1926 | 1931 | 1936 | 1946 | 1954 | 1962 | 1968 | 1975 | 1982 |
| ---- | ---- | ---- | ---- | ---- | ---- | ---- | ---- | ---- |
| 571  | 546  | 525  | 502  | 474  | 446  | 447  | 557  | 881  |

| 1990  | 1999  | 2004  | 2006  | 2009  | 2014  | 2019  | 2022  | - |
| ----- | ----- | ----- | ----- | ----- | ----- | ----- | ----- | - |
| 1 411 | 1 555 | 1 823 | 1 860 | 1 876 | 1 851 | 1 969 | 1 993 | - |

### Enseignement
La commune est rattachée à l'académie de Grenoble. Une école maternelle et une école primaire récentes accueillent plus de 200 enfants. Le collège se situe lui à Saint-Georges-d'Espéranche, bourgade voisine.

### Équipements culturels et sportifs
Charantonnay dispose d'une bibliothèque municipale. Le tissu associatif est assez riche, comprenant notamment un club de gymnastique pour les adultes, ainsi que des clubs de sport pour les enfants, pour le football ou le karaté. Un plateau d'évolution (terrain de handball, piste saut en longueur) est aussi présent au centre du village.

## Économie
La commune dispose d'une boulangerie, d'une épicerie, d'une pharmacie, d'un tabac, d'une pizzeria, d'un coiffeur, de deux garages et d'une quincaillerie.

## Culture et patrimoine

### Patrimoine architectural

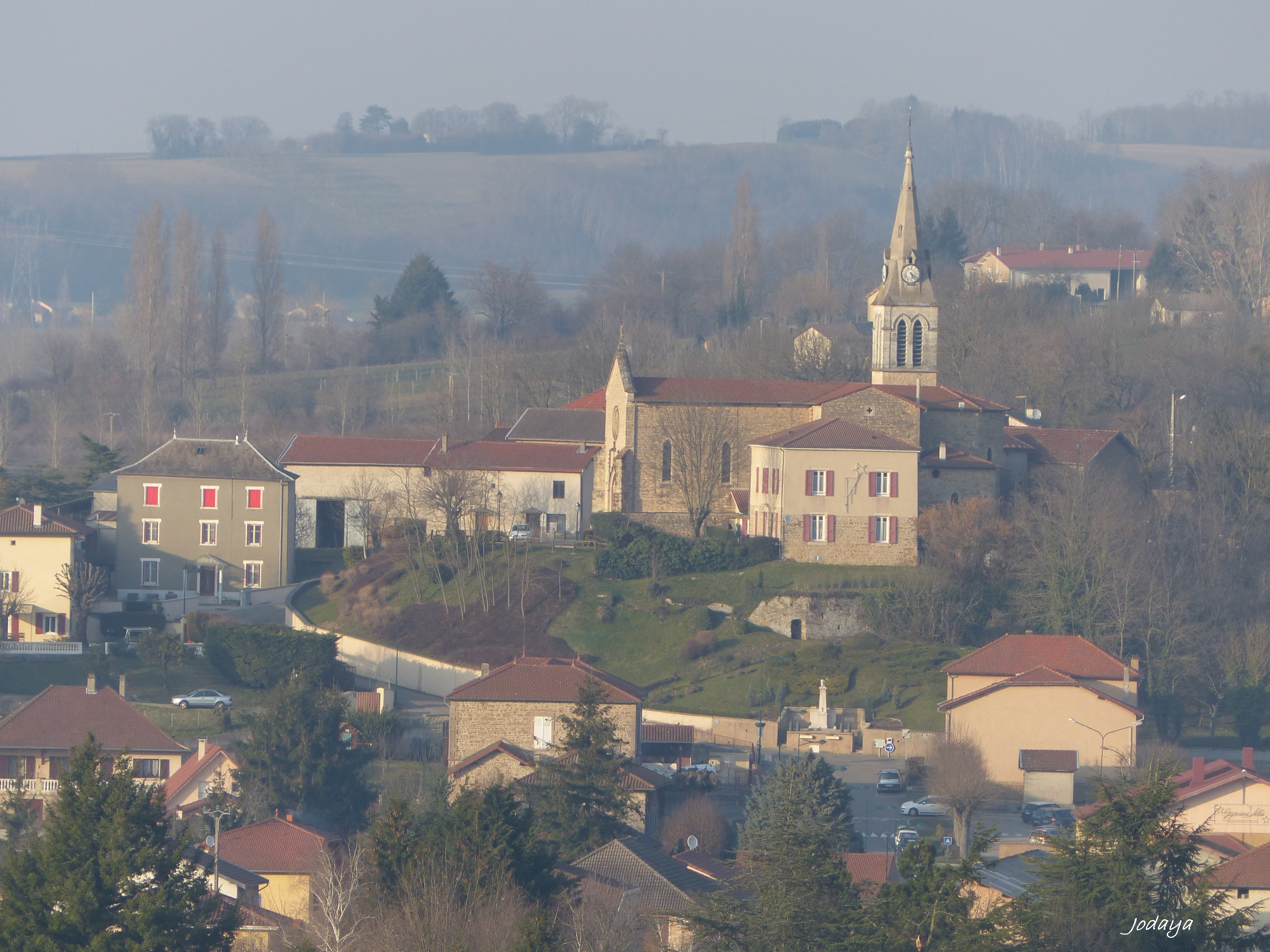
L'église.

- L'église paroissiale Saint-Roch
- Le monument aux morts

Pilier commémoratif représenté par une colonne quadrangulaire ornée d'une urne et entouré d'obus.

### Héraldique
| Blason de Charantonnay | Blason  | D'or à la demie roue de sainte Catherine d'azur, les pointes et le moyeu de gueules, faillie à senestre, senestrée d'un dauphin d'azur, barbé, crêté, oreillé lorré et peautré de gueules; au coutre [•fer de charrue] de sable (d'azur / de sinople) posé en pal et brochant en cœur sur la roue; au comble de sable nuagé de deux pièces et chargé de l'inscription « CHARANTONNAY » en lettres d'or. Devise«de campano charrentonnaci dominor» (du haut du clocher, Chantonnay, je domine). |
| Blason de Charantonnay | Détails | Le statut officiel du blason reste à déterminer. |